# San Pablo de Borbur

Localização de San Pablo de Borbur no departamento de Boyacá.

San Pablo de Borbur é um município no departamento de Boyacá, na Colômbia.